# Gloria Cámara
Gloria Cámara Rubio (Vigo, Pontevedra, 2 de abril de 1945) es una actriz española.

## Trayectoria
Tras estudiar peritaje mercantil, su actividad profesional se inicia ante las cámaras de Televisión española, de la mano de Fernando García de la Vega en el programa musical Escala en hi-fi, entre 1964 y 1965. 
La popularidad alcanzada le permite intervenir en otros espacios de la cadena pública como La tortuga perezosa (1964), Escuela de maridos (1964 con Elvira Quintillá) o Cinco a la mesa (1965).
Su carrera como actriz se consolida siempre en la pequeña pantalla, al tener ocasión de participar en espacios de teatro televisado incluidos en Primera fila,  Estudio 1, Novela, Teledomingo (1963), Tragedias de la vida vulgar (1964), Tiempo y hora (1966) o Del dicho al hecho (1971).
Destacables son también sus apariciones en el especial El Irreal Madrid (1969), de Valerio Lazarov,  o en la serie El Pícaro  (el 22 de enero de 1975), de Fernando Fernán Gómez.
Su labor en televisión le permitió dar el salto al cine; su trayectoria en la gran pantalla, sin embargo, no terminó de cuajar y su discreta filmografía no abarca más de una decena de títulos, entre los que se incluyen  Megaton Ye-Ye (1966) con Mochi, El primer cuartel (1966), Soltera y madre en la vida (1969), de Javier Aguirre, con Lina Morgan o La Lola, dicen que no vive sola (1970), de Jaime de Armiñán.
Desde mediados de la década de los setenta, centró su carrera en el doblaje. Suya es la voz de los personajes femeninos principales en las series de dibujos animados D'Artacán y los tres mosqueperros (1982) y La vuelta al mundo de Willy Fog (1984). Dobladora habitual al castellano de las actrices Cybill Shepherd y Jacqueline Bisset. En su haber, ha prestado su voz a actrices como Audrey Hepburn, Julia Roberts, Claude Jade, Susan Sarandon, Jane Krakowski, Connie Sellecca, Demi Moore, Olivia Newton-John... También ha realizado labores de dirección de doblaje.
En el año 2004, después de varios años sin hacer trabajos de imagen reaparece en televisión haciendo imagen en el papel de Niccoletta en 17 capítulos en la serie La sopa boba. En 2007 y 2008 reapareció como actriz invitada en episodios las series El comisario  y Hospital Central.
Finalmente, de su carrera teatral, pueden mencionarse su colaboración en los montajes de Bambi y las cazadoras (1967), Un fantasma con jipijapa  (1967), Florinda Chico y José Sazatornil, Vamos a por la parejita y (1968), de Alfonso Paso, Historia de un adulterio (1968) de Víctor Ruiz Iriarte, La mujer del domingo (1970) de Ted Willis,  Juegos de sociedad, de Juan José Alonso Millán,  Veneno activo (1971) de López Rubio,  Mirandolina en su posada hace lo que le da la gana, Don Juan o el amor a la geometría (1972),  La tercera palabra (1972), de Alejandro Casona junto a José Rubio, con quien había formado compañía, La Celestina (1973) en el Teatro María Guerrero (1977) y  Mi amiga la gorda .
Desde hace años, tiene su propio centro de formación para enseñar doblaje y locución.
En 1981 tuvo una hija llamada Paula Cristina.

## Trayectoria en TV
- Familia  (2013)
  - Familia no hay más que una (2013)
- Hospital Central
  - Amor y otras catástrofes (2008)
- El comisario  (2007)
  - Dulce Clara
- Hay que vivir (2007)
  - Años perdidos (1977)
- La sopa boba  (2004)
- Palabras cruzadas 
  - Memoria de un crimen (1977)
  - ¡Atención! Secuestro (1977)
- El pícaro 
  - De como la vanidad es mala compañía para andar por caminos y posadas (1975)
- Estudio 1 
  - Los galeotes (1974)
  - El Padre Pitillo (1972)
  - Jorge y Margarita (1971)
  - Plaza de Oriente (1970)
  - Babú (1966)
  - ¿Qué hacemos con los hijos? (1966)
  - El caso de la señora estupenda (1966)
  - La boda de la chica (1966)
- Novela 
  - Entre visillos (1974)[8]
  - Las tribulaciones de Mauricio (1972)
  - David Copperfield (1969)
  - Su mano derecha (1965)
  - El legado de 6.000 dólares (1965)
  - El pueblo olvidado (1964)
  - Mujercitas (1964)
  - Canción de cuna (1964)
- Stop 
  - El puente (1972)
- Crónicas de un pueblo
  - La peseta del Dionisio (1972)
- El irreal Madrid (1969)
- Tiempo y hora
  - Viejas cartas (1966)
- El Séneca 
  - El Séneca y la Justicia (1965)
- Teledomingo (1965)
  - Cinco a la mesa (1965)
- Primera fila 
  - La torre sobre el gallinero (1965)
- Tragedias de la vida vulgar 
  - Historia de un tranvía (1964)
- Sábado 64
- Sonría, por favor
  - ¡Oh, la poesía (1964)
  -  Dentro de mí (1964)
- Escuela de maridos 
  - Carácter sí, carácter no (1964)
- Escala en hi-fi  (1964-1965)